# Mitsuhiro Murata
Pour les articles homonymes, voir Murata.
Mitsuhiro Murata, né le 26 janvier 1970 dans la préfecture d'Aomori au Japon, est un patineur artistique et entraîneur japonais, triple vice-champion du Japon en 1989, 1991 et 1992.

## Biographie

### Carrière sportive
Mitsuhiro Murata est triple vice-champion national du Japon en 1989, derrière Makoto Kano, et en 1991 et 1992, derrière Masakazu Kagiyama.
Il représente son pays aux mondiaux de 1992 à Oakland et aux Jeux olympiques d'hiver de 1992 à Albertville.
Il quitte les compétitions sportives après les mondiaux de 1992.

### Reconversion
Après sa retraite sportive, il devient entraîneur dans la préfecture de Nagano.

## Palmarès
| Compétitions principales | 1989    | 1990    | 1991    | 1992    |  |  |  |  |  |  |  |  |  |  |
| Jeux olympiques d'hiver  |         |         |         | 23e     |  |  |  |  |  |  |  |  |  |  |
| Championnats du monde    |         |         |         | 23e     |  |  |  |  |  |  |  |  |  |  |
| Championnats du Japon    | 2e      | 3e      | 2e      | 2e      |  |  |  |  |  |  |  |  |  |  |
|                          |         |         |         |         |  |  |  |  |  |  |  |  |  |  |
| Autres Compétitions      | 1988/89 | 1989/90 | 1990/91 | 1991/92 |  |  |  |  |  |  |  |  |  |  |
| Skate America            |         | 5e      | 15e     |         |  |  |  |  |  |  |  |  |  |  |
| Skate Canada             |         | 9e      |         |         |  |  |  |  |  |  |  |  |  |  |
| Trophée NHK              |         | 10e     | 10e     |         |  |  |  |  |  |  |  |  |  |  |
|                          |         |         |         |         |  |  |  |  |  |  |  |  |  |  |